# فرانك بورمان
فرانك فريدريك بورمان الثاني (بالإنجليزية: Frank Borman)‏ (14 مارس 1928 - 7 نوفمبر 2023) كان عقيدًا أمريكيًا في القوات الجوية الأمريكية (USAF)، ومهندس طيران، ورائد فضاء ناسا، وطيار اختبار، ورجل أعمال. كان بورمان قائد رحلة أبولو 8، أول مهمة تطير حول القمر، مع زملائه جيم لوفل ووليام أندرس، وأصبح أول من قام بذلك من بين 24 إنسانًا، وحصل على وسام الشرف للفضاء من الكونجرس.
بعد تقاعده من ناسا والقوات الجوية في عام 1970، أصبح بورمان نائبًا أول للرئيس للعمليات في شركة إيسترن أيرلاينز، ثم أصبح الرئيس التنفيذي للشركة في عام 1975، ورئيس مجلس الإدارة في عام 1976. مرت إيسترن أيرلاينز تحت قيادته بأكثر أربع سنوات ربحيةً في تاريخها، ولكن تحرير شركات الطيران والديون الإضافية التي تحملتها الشركة لشراء طائراتٍ جديدةٍ أدى إلى خفض الرواتب وتسريح العمال، والصراع مع النقابات في نهاية المطاف، مما أدى إلى استقالته في عام 1986.
توفي بورمان يوم 10 نوفمبر 2023 عن عمر ناهز الخامسة والتسعين.

## وصلات خارجية
- فرانك بورمان على موقع IMDb (الإنجليزية)
- فرانك بورمان على موقع الموسوعة البريطانية (الإنجليزية)
- فرانك بورمان على موقع مونزينجر (الألمانية)
- فرانك بورمان على موقع ميوزك برينز (الإنجليزية)
- فرانك بورمان على موقع إن إن دي بي (الإنجليزية)
- فرانك بورمان على موقع ديسكوغز (الإنجليزية)